# En flicka överbord
En flicka överbord är en amerikansk romantisk komedifilm från 1938 i regi av Norman Z. McLeod.

## Handling
Den unga arvtagerskan Joan Butterfield rymmer iväg från sin överbeskyddande släkting. Hon tar ett arbete på en affär i New York under falskt namn. En tidningsreporter känner dock till hennes identitet och planerar att avslöja allt.

## Rollista
- Fredric March - Bill Spencer
- Virginia Bruce - Joan Butterfield
- Patsy Kelly - Peggy O'Brien
- Alan Mowbray - Pennypepper
- Nancy Carroll - Dorothy Moore
- Eugene Pallette - Mr. Stevens, redaktör
- Claude Gillingwater - Cyrus Butterfield
- Arthur Lake - Flash Fisher
- Etienne Girardot - Hinkley
- Robert Armstrong - O'Brien
- Irving Bacon - Mr. Dobbs
- Irving Pichel - Mr. Gorman
- Syd Saylor - Robinson
- J. Farrell MacDonald - Officer

Ej krediterade, urval:
- George Chandler - skräddare
- William B. Davidson - skeppare Jackson
- Greta Granstedt - Thelda, hembiträde
- Harry Langdon - präst
- Marjorie Main - affärskund
- Moroni Olsen - fiskare